# كانيل ديكنز
كانيل ديكنز (بالإنجليزية: Kaniel Dickens)‏ مواليد 21 يوليو 1978 في دنفر، هو لاعب كرة سلة أمريكي. بدأ مسيرته الاحترافية في سنة 2000. تم اختياره من قبل فريق يوتا جاز خلال الدرافت. اعتزل اللعب في 2011.

## المسيرة الاحترافية
لعب مع هارلم غلوبتروترز في سنة 2001، ثم لعب مع أوفارينسي لكرة السلة في سنة 2003، ثم لعب مع بورتلاند ترايل بلايزرز في سنة 2003، ثم لعب مع جوفينتوت بادالونا في الدوري الإسباني في سنة 2004.

## روابط خارجية
- كانيل ديكنز على موقع الدوري الأوروبي لكرة السلة (الإنجليزية)
- كانيل ديكنز على موقع إن بي أي (الإنجليزية)
- كانيل ديكنز على موقع سبورتس رفرنس (الإنجليزية)
- كانيل ديكنز على موقع الدوري الإسباني لكرة السلة (الإسبانية)
- كانيل ديكنز على موقع كرة السلة الأوروبية.كوم (الإنجليزية)
- كانيل ديكنز على موقع كلية كرة السلة في سبورتس رفرنس.كوم (الإنجليزية)
- كانيل ديكنز على موقع ريلجم (الإنجليزية)
- كانيل ديكنز على موقع بروبوليرز (الإنجليزية)
- كانيل ديكنز على موقع سبورتس رفرنس (الإنجليزية)
- كانيل ديكنز على موقع سبورتس رفرنس (الإنجليزية)